# Phaéton (automobile)
Ne doit pas être confondu avec Phaéton (hippomobile).
Pour les articles homonymes, voir Phaéton.

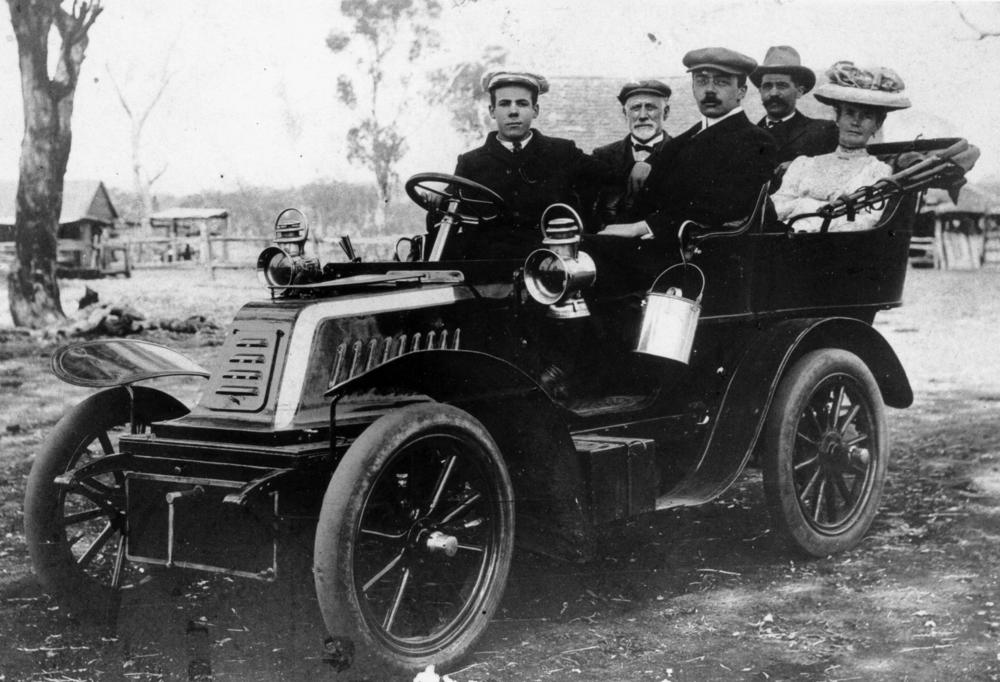
Une De Dion-Bouton 8 HP Model K, double phaéton.

Le phaéton (prononcer [faetõ]) est une automobile découverte équipée de fauteuils à dossier haut protégeant les passagers arrière. Avec deux rangées de sièges, on parlera de double phaéton, avec trois, de triple phaéton. Cependant, la voiture automobile devant son appellation à sa devancière hippomobile qui présentait deux banquettes, l'expression "phaéton" désignait indistinctement dans la littérature de la belle époque une voiture à une ou deux banquettes. Ce type disparut au profit du torpédo quand la carrosserie, plus enveloppante, unifia son profil du capot à la malle arrière. 